# ستوکیته
ستوکیته (به بلغاری: Stokite) یک منطقهٔ مسکونی در بلغارستان است که در سولیوو واقع شده‌است.